# Zašto nisu pitali Evansa?
Zašto nisu pitali Evansa? kriminalistički je roman Agathe Christie. Objavljen je 1934.

## Radnja
Bobby Jones koji je išao po golf lopticu na litici na dnu nalazi umirućeg čovjeka čije su posljednje riječi bile "Zašto nisu pitali Evansa?". Intrigiran Jones poziva prijateljicu Lady Frances Derwent. Njih dvoje riskirajući vlastiti život otkrivaju istinu o čovjekovoj smrti i identitet tajanstvenog Evansa.